# Reikama
Koordinaten: 58° 56′ N, 22° 54′ O
Reikama ist ein Dorf (estnisch küla) in der Landgemeinde Hiiumaa (bis 2017: Landgemeinde Pühalepa). Es liegt auf der zweitgrößten estnischen Insel Hiiumaa (deutsch Dagö).
Reikama hat 25 Einwohner (Stand 31. Dezember 2011).